# إيرينا كراسنوسيوك
إيرينا كراسنوسيوك (بالرومانية: Irina Crasnoscioc) مواليد 13 أغسطس 1981 في كيشيناو، هي لاعبة كرة سلة مولدوفية. لعبت مع دينامو كورسك في الدوري الروسي لكرة السلة للسيدات ونادي ترجوفيشت لكرة السلة في الدوري الروماني لكرة السلة للسيدات.

## روابط خارجية
- إيرينا كراسنوسيوك على موقع الاتحاد الدولي لكرة السلة (الإنجليزية)
- إيرينا كراسنوسيوك على موقع كرة السلة الأوروبية.كوم (الإنجليزية)
- إيرينا كراسنوسيوك على موقع كلية كرة السلة في سبورتس رفرنس.كوم (الإنجليزية)
- إيرينا كراسنوسيوك على موقع بروبوليرز (الإنجليزية)